# Бюттвілл (Орегон)
Бюттвілл (англ. Butteville) — переписна місцевість (CDP) в США, в окрузі Меріон штату Орегон. Населення — 273 особи (2020).

## Географія
Бюттвілл розташований за координатами 45°15′9″ пн. ш. 122°50′4″ зх. д. / 45.25250° пн. ш. 122.83444° зх. д. (45.252414, -122.834472).  За даними Бюро перепису населення США в 2010 році переписна місцевість мала площу 2,91 км², з яких 2,72 км² — суходіл та 0,19 км² — водойми.

## Демографія
Згідно з переписом 2010 року, у переписній місцевості мешкало 265 осіб у 104 домогосподарствах у складі 83 родин. Густота населення становила 91 особа/км².  Було 111 помешкання (38/км²).
Расовий склад населення:
| - 98,9 % — білих - 0,8 % — чорних або афроамериканців |

До двох чи більше рас належало 0,0 %. Частка іспаномовних становила 2,3 % від усіх жителів.
За віковим діапазоном населення розподілялося таким чином: 18,9 % — особи молодші 18 років, 64,1 % — особи у віці 18—64 років, 17,0 % — особи у віці 65 років та старші. Медіана віку мешканця становила 49,5 року. На 100 осіб жіночої статі у переписній місцевості припадало 100,8 чоловіків;  на 100 жінок у віці від 18 років та старших — 97,2 чоловіків також старших 18 років.
Цивільне працевлаштоване населення становило 82 особи. Основні галузі зайнятості: виробництво — 31,7 %, освіта, охорона здоров'я та соціальна допомога — 23,2 %, оптова торгівля — 19,5 %.